# Yui Horie CLIPS 0 〜since'00〜'01〜
『Yui Horie CLIPS 0 〜since'00〜'01〜』（ユイ・ホリエ・クリップス・ゼロ・シンス・ニセンネンからニセンイチネン）は、声優・歌手の堀江由衣の早期ミュージッククリップ（PV）を収録したVHS映像作品のタイトルである。2002年7月29日にスターチャイルド（キングレコード）より発売されている。3456

## 概要
- 堀江由衣にとって初めての映像作品。デビューシングル「Love Destiny」と早期アルバムのミュージッククリップ、メイキング、インタビューなどを収録。
- ミュージッククリップは全て、DVD『yui horie CLIPS 1』にも収録されている。
- このVHSは期間限定生産盤で、すでに絶版している。

## 収録内容
1. 「桜」クリップ撮影風景 （2000年 秋）
2. 桜
3. 「Love Destiny」クリップ撮影風景 （2001年 春）
4. Love Destiny
5. 「黒猫と月気球をめぐる冒険」ジャケット&写真集撮影風景 （2001年 夏）
6. この指とまれ
7. 堀江由衣スペシャルインタビュー